# Plagiomnium rhynchophorum
Plagiomnium rhynchophorum är en bladmossart som beskrevs av T. Koponen 1971. Plagiomnium rhynchophorum ingår i släktet praktmossor, och familjen Mniaceae. Inga underarter finns listade i Catalogue of Life.